# 眶嵴羊舌鮃
眶嵴羊舌鮃（学名：Arnoglossus imperialis）為輻鰭魚綱鰈形目鰈亞目鮃科的其中一種，為温帶海水魚，分布於東大西洋區，從蘇格蘭至納米比亞，包括地中海西部海域，棲息深度20-350公尺，體長可達25公分，棲息在底層水域，生活習性不明，可作為食用魚。
其种加词“imperialis”意为“帝王的”。